# Таврический дворец
Таври́ческий дворе́ц — петербургская резиденция князя Григория Потёмкина-Таврического. Возведён в стиле классицизма в период с 1783 по 1789 год по проекту архитектора И. Е. Старова.
Дворец расположен на Шпалерной улице, в квартале между Потёмкинской и Таврической улицами. Позади него находится Таврический сад.
В 1906—1910 годах интерьеры здания изменили в связи с размещением в нём Государственной думы (архитектор П. И. Шестов).
С началом Февральской революции в Таврическом дворце разместились Временный комитет Государственной думы, а затем и Временное правительство (до июля 1917), здесь же возник Петроградский совет рабочих депутатов. В Таврическом дворце проходил I Всероссийский съезд Советов рабочих и солдатских депутатов 3—24 июня 1917 года.
До переезда в августе 1917 года в Смольный в Таврическом дворце заседал ВЦИК Советов.
5 (18) января 1918 года в Таврическом дворце собралось Всероссийское учредительное собрание.
В XXI веке дворец является штаб-квартирой Межпарламентской ассамблеи государств — участников Содружества Независимых Государств. В нём также собирается Совет Законодателей — особый совещательный орган обеих палат Российского Парламента. Кроме того, в здании базируется петербургский филиал телерадиокомпании «Мир».
От Таврического дворца происходят наименования Таврического сада, Таврической улицы и Таврического переулка.

## Комплекс Таврического дворца

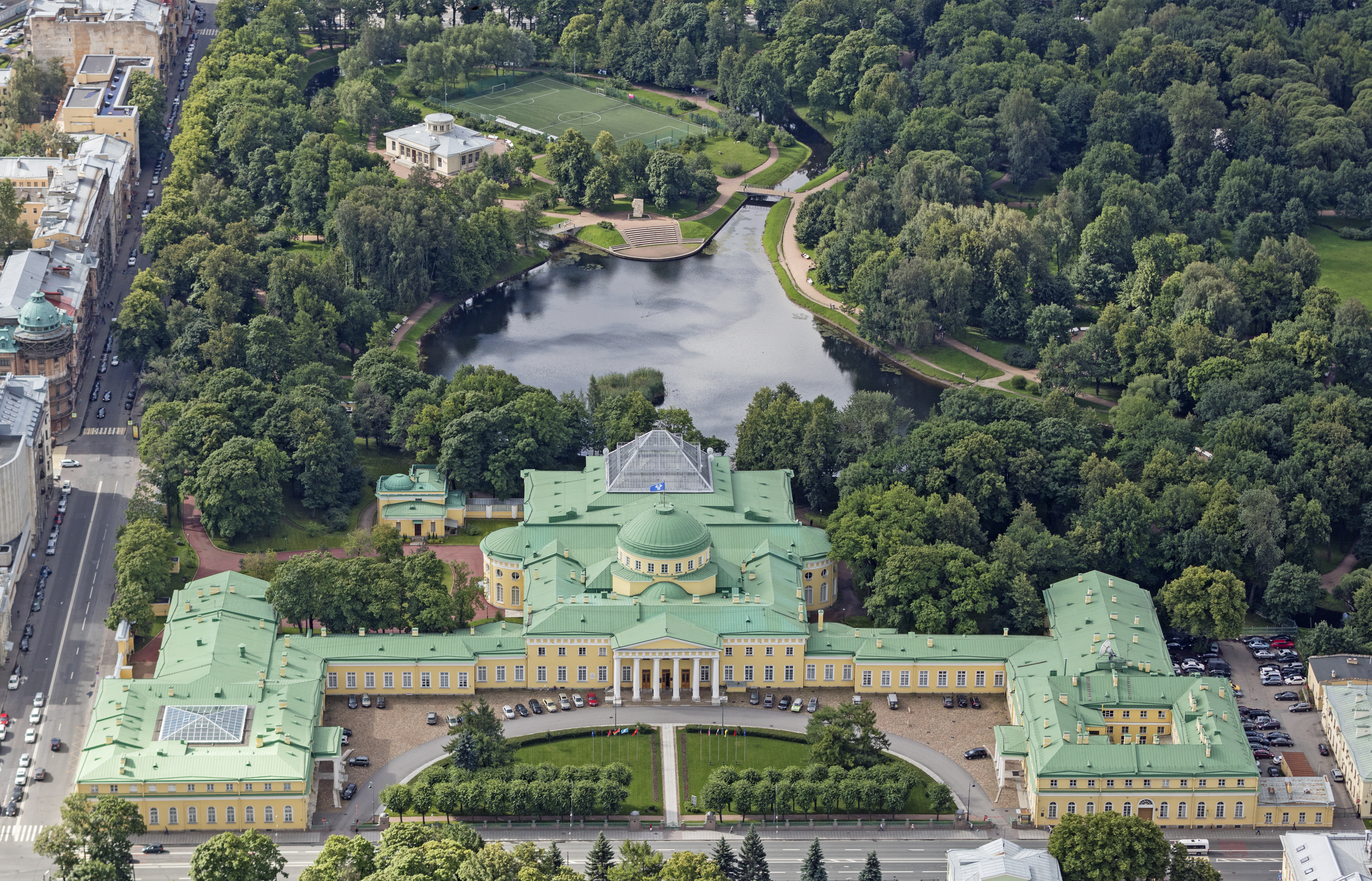
Вид на комплекс с высоты птичьего полёта

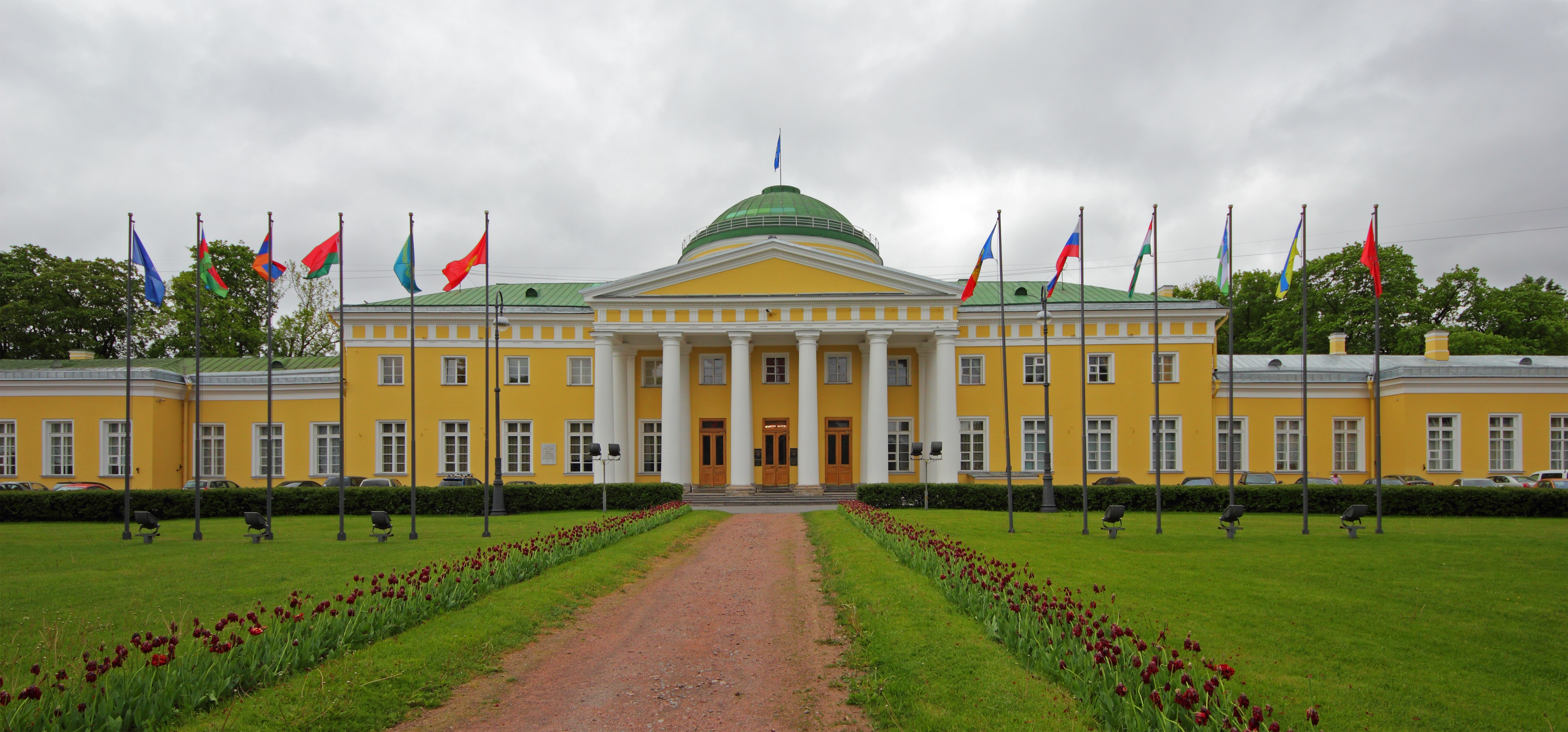
Таврический дворец

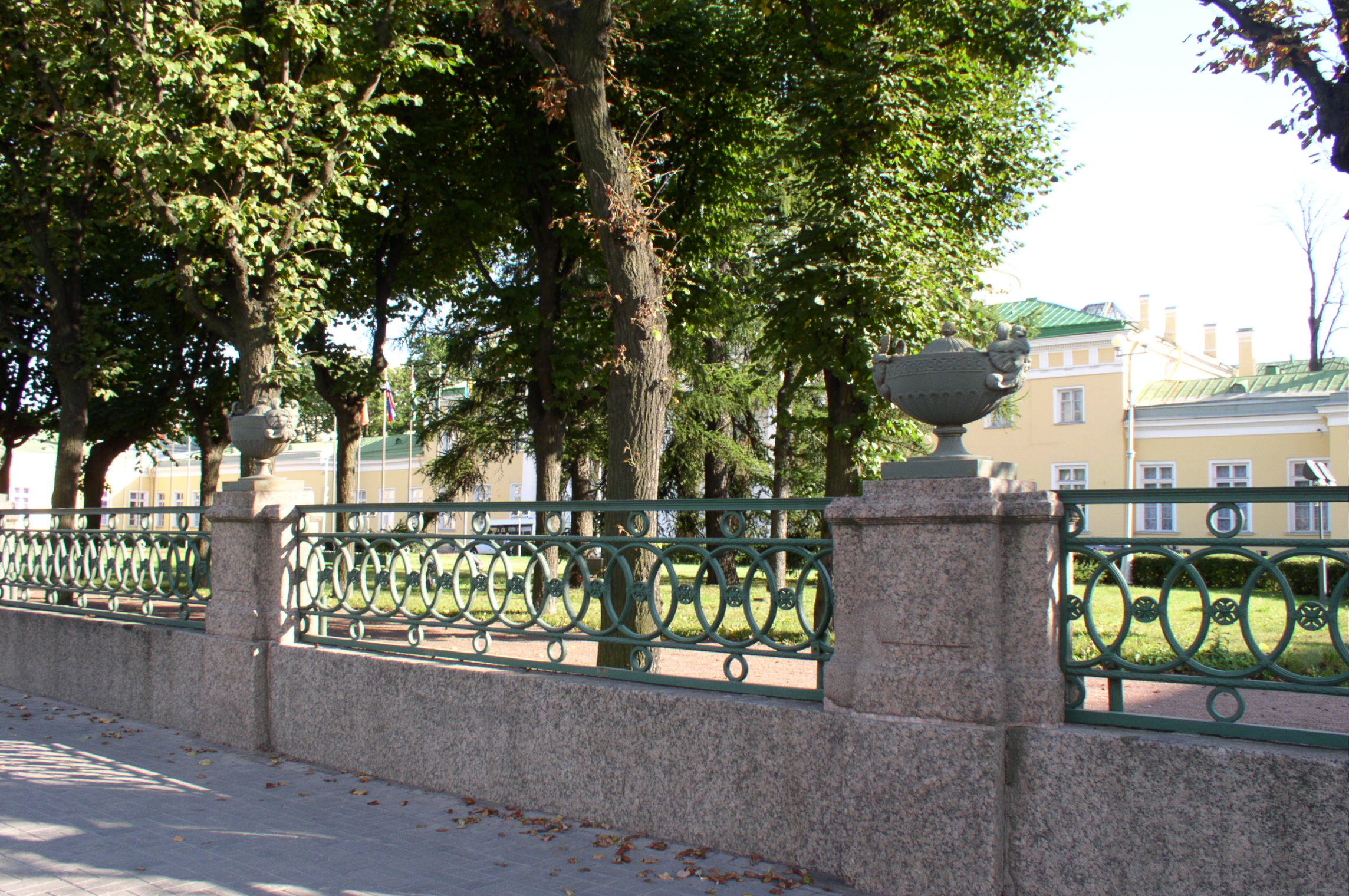
Ограда Таврического дворца

В глубине парадного двора, отделённого от улицы невысокой оградой (1792—1793, архитектор Ф. И. Волков), расположен центральный двухэтажный корпус с шестиколонным портиком, увенчанный плоским куполом на невысоком барабане; гладкие плоскости стен прорезаны высокими окнами и завершены антаблементом строгого рисунка с фризом из триглифов. Главный корпус объединён одноэтажными галереями с боковыми двухэтажными корпусами, ограничивающими широкий парадный двор.
Первоначально Таврический дворец был открыт к Неве, от которой шёл канал, завершавшийся гаванью-ковшом. Эта архитектурная перспектива, входившая в панораму невских берегов, существовала до постройки в 1858—1863 годах напротив дворца водонапорной башни и других сооружений Центральной городской водопроводной станции (архитекторы И. А. Мерц, Э. Г. Шуберский).
В архитектурный комплекс Таврического дворца входит также так называемый дом садового мастера, построенный в 1793—1794 (архитектор Ф. И. Волков) для В. Гульда. Главный фасад двухэтажного центрального корпуса отмечен дорическим портиком, садовый фасад — полуротондой с круглым в плане балконом; два небольших флигеля увенчаны купольными башнями.
В 1783—1800 годах позади дворца садовым мастером В. Гульдом был разбит Таврический сад.

## Внутреннее убранство
Изысканная скромность и простота фасадов Таврического дворца контрастировали с исключительной роскошью и великолепием внутреннего убранства. За главным вестибюлем — богато украшенная лепниной ротонда, объединённая широким проёмом с Белоколонным залом, за открытой двойной колоннадой которого располагался зимний сад. Парадные помещения (Картинный зал, Гобеленовая гостиная, Диванная, Китайский зал) частично сохранили художественную отделку (полихромная роспись стен и плафонов, камины, фигурные печи).

## История
Таврический дворец был построен по указанию Екатерины II для своего фаворита, светлейшего князя Г. А. Потёмкина. На возведение и отделку дворца было затрачено около 400 000 рублей золотом. Дворец получил своё название по титулу князя Таврического, который был пожалован ему в 1787 году, после присоединения к Российской империи Крыма (Тавриды). Одним из его украшений была античная статуя Венеры Таврической, привезённая в Россию при Петре I.
Занимаясь управлением Новороссией, князь Потёмкин нечасто наезжал во дворец. В последний год своей жизни, весной 1791 года, он прибыл, чтобы отвоевать сердце императрицы у молодого Платона Зубова. В Таврическом дворце было дано неслыханное по пышности торжество:

Вся роскошь, привычная для князя, всё волшебство, которым он умел окружать себя, были превзойдены в этот день. Не как государыня, а как богиня была встречена Екатерина в Таврическом дворце, ныне ветхом и пустынном. Великолепные ткани гобеленов развертывали перед ней наводящую на размышления историю Амана и Мардохея, а хоры стихами Державина (муза которого, принадлежавшая уже новому фавориту, на сей раз изменила ему), поясняли эти изображения. Напрасное старание; на другой день Екатерина показала вид, будто приняла этот волшебный праздник за прощальный вечер.— К. Валишевский. «Вокруг трона».

### В 1790-е годы

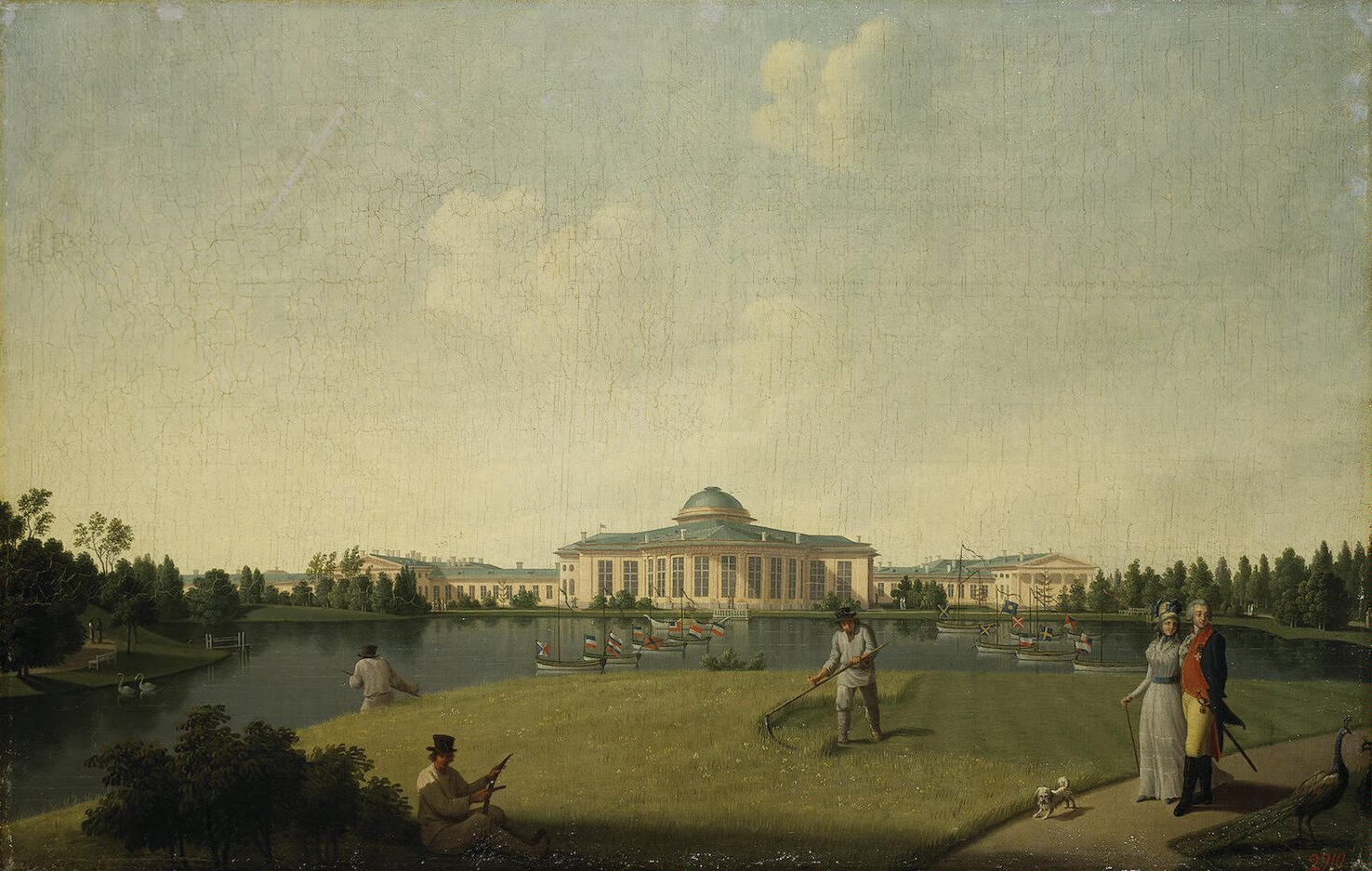
Бенжамин Петерсен,
«Вид Таврического сада в Санкт-Петербурге» (1797)

После смерти Потёмкина два малоросса, Гарновский и Грибовский (первый был управителем у Потёмкина, второй — секретарём Зубова), вывезли к себе всё убранство бесхозного дворца: статуи, картины, мебель и даже строительные материалы. Узнав об этом, наследники остановили через полицию расхищение имущества, перехватывая на Фонтанке нагруженные барки, как сказано у Державина:
И, ах, сокровища Тавриды

На барках свозишь в пирамиды

Средь полицейских ссор.

Екатерина распорядилась взять резиденцию экс-фаворита в казну. Она любила бывать здесь в последние годы жизни. При перестройке 1793—1794 годах в восточном флигеле был оборудован театральный зал, а в западном — домовая церковь.
В 1797 году по указу Павла I Гарновский и Грибовский за хищничество преданы суду, имущество Таврического дворца перенесено в Михайловский замок, а сам дворец передан Конногвардейскому полку под казармы.

### Дворец в XIX веке
Сразу после смерти Павла в 1801 году Таврический дворец был восстановлен в качестве одной из императорских резиденций. Воссозданием дворцовых интерьеров заведовали Л. И. Руска (в 1802—1803), позднее также К. Росси и В. П. Стасов.
В середине и конце XIX века у дворца не было строго определённого назначения. Иногда здесь проживали те или иные члены императорской фамилии, у которых не было собственного «именного» дворца. Время от времени здесь селили почётных гостей русского императора, и не только иностранных. Например, в 1826 году Мария Фёдоровна пригласила пожить во дворце придворного историографа Карамзина; здесь же он и умер.
В конце XIX и начале XX вв. в Таврическом дворце проводились общественные мероприятия, балы, иные торжества, например, Таврическая выставка старинных портретов (1905), по итогам которой было подготовлено многотомное издание.

### Первый русский парламент
В 1906—1910 годах интерьеры здания изменили в связи с размещением в нём Государственной думы (архитектор П. И. Шестов).
В дни Февральской Революции, дворец, как здание основной политической силы революции — Думы, стал центром волнений в городе. В нём появился Временный Комитет Госдумы, позднее сформировавший Временное Правительство, здесь же возник Петроградский совет рабочих депутатов. До переезда в августе 1917 года в Смольный в Таврическом дворце заседал ВЦИК Советов.
5 (18) января 1918 года в Таврическом дворце на своё первое и последнее заседание собралось Всероссийское учредительное собрание.
|                                |  |                                    |  |                                 |
| Дворцовый комплекс в 1914 году |  | Зал заседаний Государственной думы |  | Заседание Петроградского совета |

### В советское время
В январе 1918 года в Таврическом дворце прошёл Третий Всероссийский съезд Советов, в марте 1918 года — Седьмой съезд РКП(б), в июле 1920 года — Второй конгресс Коминтерна. В 1918 году Таврический дворец переименован в Дворец Урицкого (в память о М. С. Урицком), однако название не прижилось. В 1930-х годах в Таврическом дворце помещался Всесоюзный сельскохозяйственный коммунистический университет имени И. В. Сталина.
После Великой Отечественной войны Таврический дворец был отреставрирован, и до 1990 года в нём размещалась Ленинградская высшая партийная школа (проект приспособления здания — архитектор И. Г. Капцюг).

### В постсоветское время

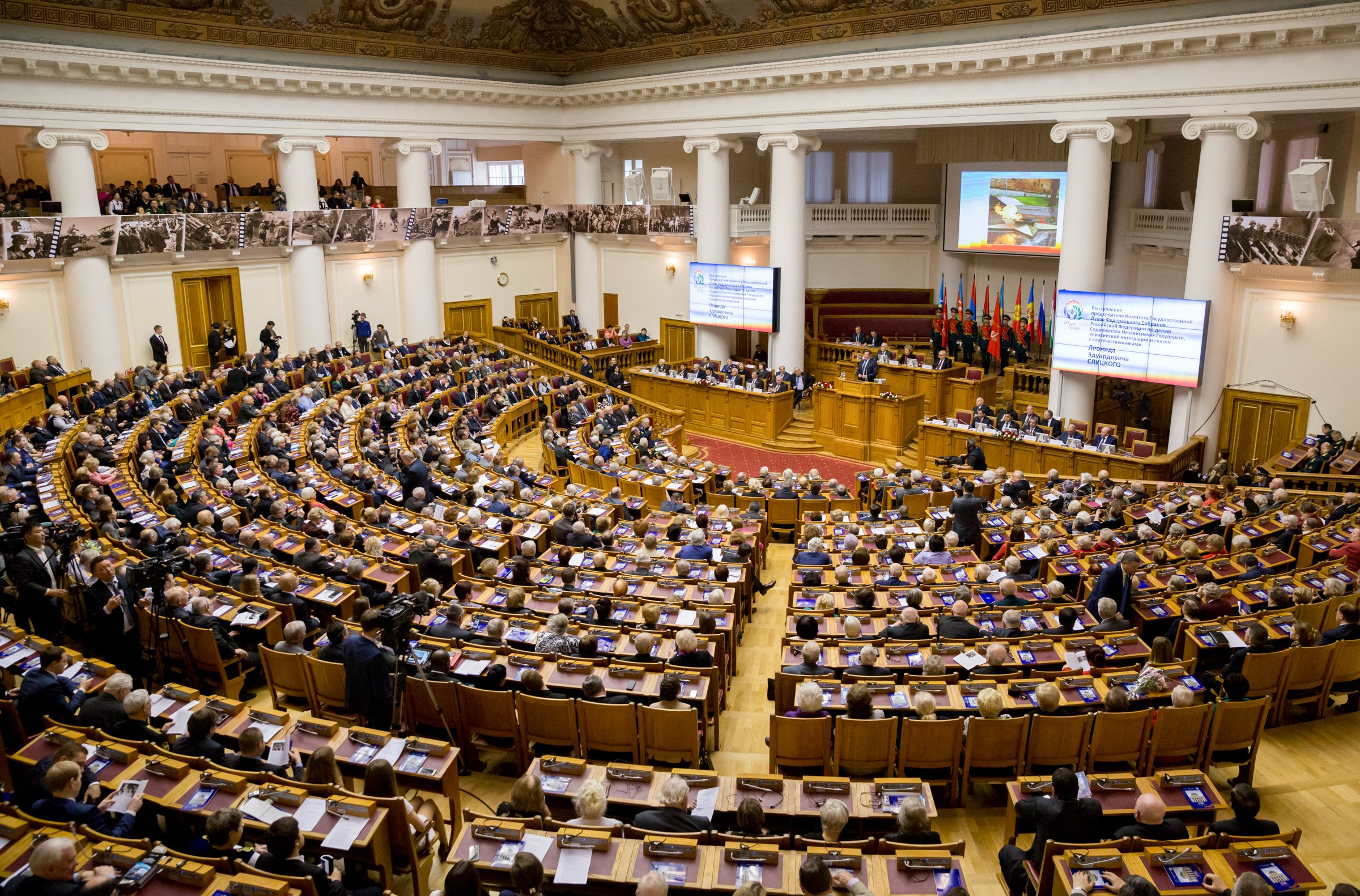
Пленарное заседание Межпарламентской ассамблеи государств-участников СНГ (2015)

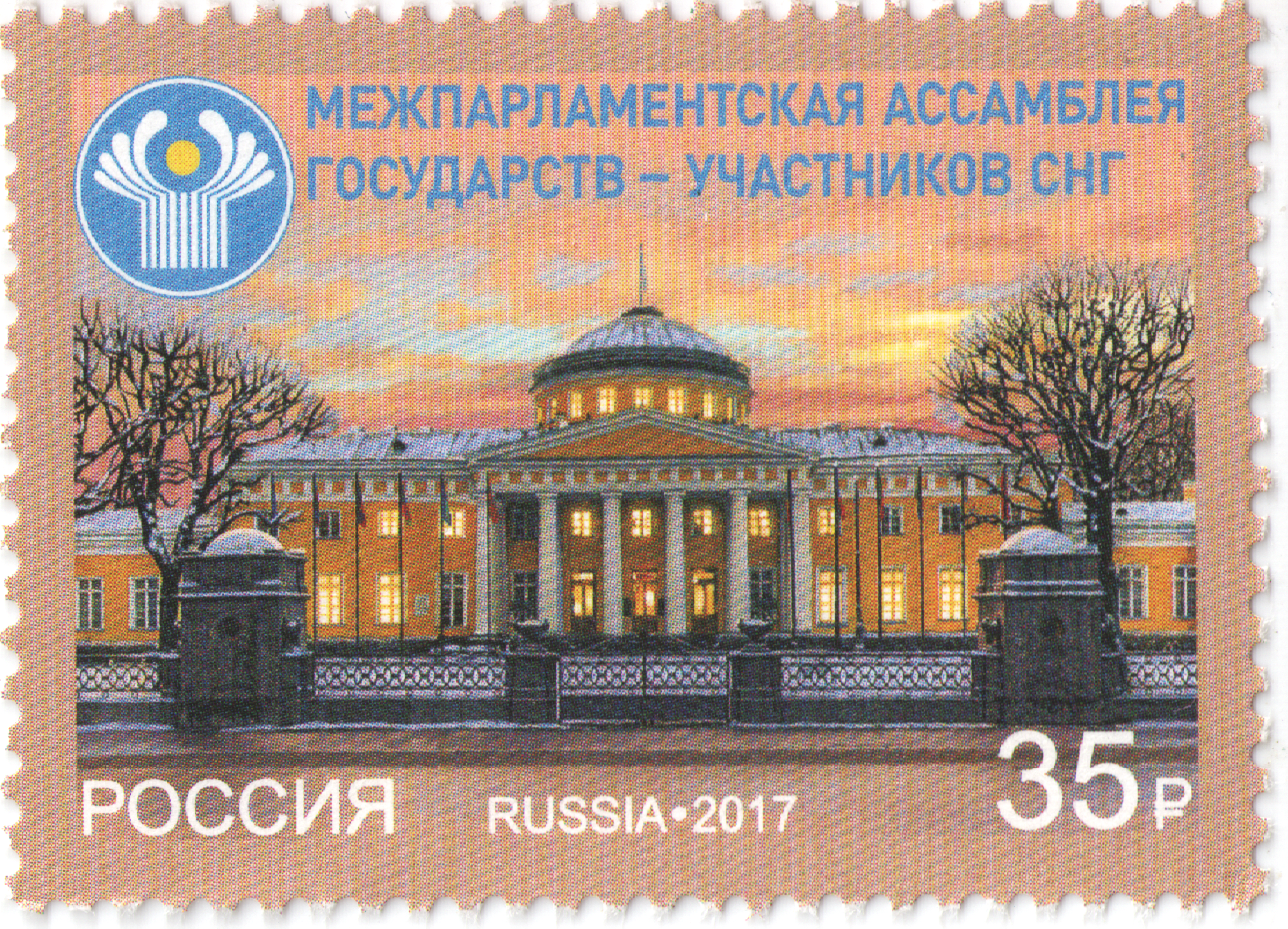
Почтовая марка России, 2017 год

В постсоветское время передан в распоряжение Межпарламентской ассамблеи государств-участников СНГ. Также в здании Таврического дворца располагается Парламентская Ассамблея Организации Договора о коллективной безопасности (ПА ОДКБ). С 2000 по 2014 годы также располагалась Межпарламентская Ассамблея Евразийского экономического сообщества (МПА ЕврАзЭС). В связи с расположением парламентских органов международных организаций на постсоветском пространстве Санкт-Петербург и Таврический дворец позиционировали себя как Парламентский центр (СНГ, ЕврАзЭС, ОДКБ). В здании проходило несколько выездных заседаний Государственной думы и Совета Федерации.

## Потёмкинские вечера

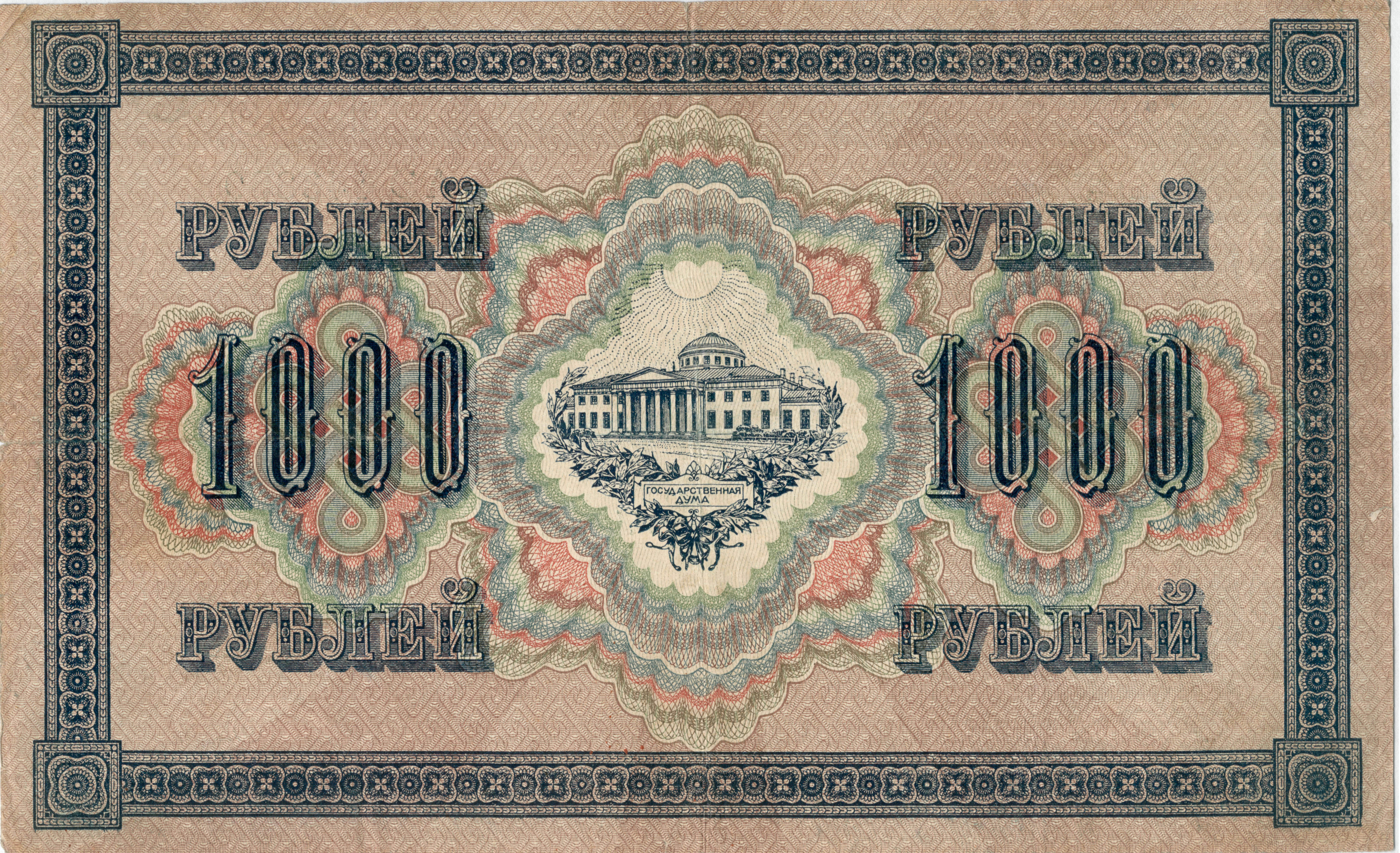
Думка — 1000 рублей Временного правительства 1917. Самая крупная купюра России в 1917. Изображён Таврический дворец

В феврале 2010 года в Таврическом дворце стартует проект «Потёмкинские вечера» — регулярные концерты старинной музыки в исполнении лучших музыкантов, занимающихся историческим (аутентичным) исполнительством музыки прошлого, и их студентов. Здесь будет звучать европейская музыка барокко и классицизма, а также забытые шедевры русской музыки XVIII века.
Проект организован при участии «Капеллы Таврической» и фестиваля EARLYMUSIC. В этих концертах можно услышать музыкантов из ансамблей Солисты Екатерины Великой, Musica Petropolitana, Prattica Terza.
В начале 2011 года в Купольном зале дворца был установлен духовой орган на 24 регистра, изготовленный в Барселоне фирмой «Grenzing».